# Albert Baning
Albert Legrand „Bobo“ Baning (* 19. März 1985 in Douala) ist ein kamerunischer Fußballspieler.

## Karriere
Albert „Bobo“ Baning begann seine Karriere in seinem Heimatland Kamerun. Danach wurde er zu Shanghai United und Zhuhai Zhongbang verliehen. Nachdem er dort eine eher schlechte Zeit verbracht hatte, wechselte er zum FC Aarau in die Schweizer Super League. Seit der Saison 2006/07 spielt er als zentraler Mittelfeldspieler beim Paris Saint-Germain in der Ligue 1 und hat einen Vertrag bis 2010. Die Ablösesumme wird zwischen einer und drei Millionen Euro geschätzt.
Obwohl Trainer Guy Lacombe auf eine Verpflichtung von Baning bestand, setzte er ihn nur ein einziges Mal ein. Daraufhin wurde er 2007 an den CS Sedan verliehen. Dort absolvierte er 26 Spiele. Danach wurde er sofort weiter verliehen, dieses Mal zu Grenoble Foot 38. Sein Debüt absolvierte er am 20. September 2008 beim 0:1 gegen Girondins Bordeaux. Er spielte von Beginn an, kassierte aber kurz nach der Halbzeit eine gelbe Karte und wurde daraufhin für Larsen Touré ausgewechselt. Sein erstes und einziges Tor für Grenoble erzielte er am 20. Dezember beim 2:1-Sieg über UC Le Mans.
Danach folgte seine dritte Leihe im Jahr 2010 bei Racing Straßburg. Sein erstes Spiel bestritt er am 5. Februar beim turbulenten 3:3-Unentschieden gegen seinen ehemaligen Verein CS Sedan. Im Juni 2010 endete die Leihe. Von Juli bis September 2010 war er kurzfristig an Maccabi Tel Aviv ausgeliehen. Anschließend kehrte Baning nach Paris zurück, ohne dort jedoch in der ersten Mannschaft eingesetzt zu werden. Schließlich wechselte er im Sommer 2012 nach Ende seines Vertrages in Paris zum FC Metz in die dritte französische Liga. Nach einem kurzen Gastspiel bei Slawia Sofia spielt er seit 2014 wieder in Frankreich. Uber den CS Sedan und Racing Club de France wechselte Baning im Januar 2018 zum FC Gueugnon in die Ligue 2.

## Nationalmannschaft
Baning nahm an den olympischen Sommerspielen 2008 in Peking teil. In den beiden Spielen gegen Südkorea und Brasilien wurde er jeweils des Feldes verwiesen.